# 梅林镇 (南靖县)
梅林镇，是中华人民共和国福建省漳州市南靖县下辖的一个乡镇级行政单位。

## 行政区划
梅林镇下辖以下地区：
梅兴社区、梅林村、璞山村、官洋村、坎下村、背岭村、双溪村、磜头村、科岭村和长塔村。

## 世界最佳旅游乡村
2024年11月15日，官洋村被联合国旅游组织执行委员会列入2024年“最佳旅游乡村”名单。

## 姓氏由來
魏姓，魏氏始祖魏弥，号四一郎，开基祖名魏进兴，号念五十七郎，而后魏进兴由福建宁化县石壁乡迁居南靖县梅林镇梅林村。
张姓， 开基祖名张念三郎。1443年由广东大埔县田心乡迁福建南靖县梅林镇背岭村大路背。堂号追远堂、世英堂。
张姓， 始基祖张观公，元末由福建永定县莲塘迁入南靖梅林镇背岭村。
黄姓， 始基祖黄祖保，由福建永定县抚市迁入南靖县梅林镇上科岭。
黄姓， 始基祖黄均得，元代由福建永定县奥杳迁入南靖梅林镇梅林村坎头。
董姓， 开基祖名董万一郎。明末由福建龙岩迁南靖县梅林镇磜头村下磜、庵角、岭下、背头坪等。堂号怀恩堂。
马姓， 明初由福建永定县西洋坪迁入南靖梅林镇磜头村上马。
苏姓， 开基祖名苏兴桥，清由福建永定县古竹迁南靖县梅林镇磜头村汕头。谱系流派十五世九三郎公派下。堂号圳下祠。
苏姓， 始祖富彩，明代由福建永定县苦竹迁入南靖梅林镇双溪村下角。
詹姓， 始基祖詹千三郎，由福建永定县湖雷迁入南靖县梅林镇双溪村。
李姓， 始基祖李百二郎（李昆山），明正统年间由福建永定湖坑迁入南靖梅林镇双溪村李屋。
刘姓， 始祖刘旺，明初由福建永定县岭头迁入南靖梅林镇磜头刘屋。
王姓， 始祖王万昌，明崇祯九年（1636年），由福建永定县中心洋迁入南靖梅林镇上科岭。
王姓， 上祖由福建永定县中心洋迁船场下雷，派下德发，清光绪年间迁入南靖梅林镇磜头村古福坑。
王姓， 始迁祖维狱，明由福建漳浦迁南靖梅林长教上寨，后招赘陈荣甫为婿，遂为南靖梅林王氏始祖，于上寨设祠曰种德堂。
简姓， 开基祖简德润，名四郎，元至正年间（1341～1370），由福建永定县洪源村迁入迁南靖县梅林乡长教村开基。
张简姓， 简氏德润公，于大元至正元年至漳州府南靖县永丰里梅林村，设书馆教学。邻社长教村富户张进兴，膝下一子，婚后死亡，遗下儿媳刘氏，孝行奉侍翁姑。进兴欲招一子婿入赘，观简德润学识渊博，乃—求成亲，入籍张姓。婚后生三子，又娶卢氏，生五子。所传八子，承张简血脉，兼两姓之宗，于是有了张简姓。
卢姓， 始祖通保，明初由福建永定县西洋坪鸭母坑迁入南靖梅林镇长塔泉坑。
林姓，  始祖季甫，象山九郎之孙，传五代至万昌、万斌，明成化年间由福建龙岩县适中庵过分迁都宁头、坑下。万昌后代裕宗，移居南靖梅林科岭村。